# Ascensor de San Juan de Aznalfarache
El Ascensor de San Juan, situado en la localidad de San Juan de Aznalfarache (Sevilla), es un ascensor urbano que conecta la Barriada del Monumento con la estación de metro de San Juan Bajo. Su construcción se inició en la primavera de 2009 y fue inaugurado el 20 de julio de 2011. Su coste fue de 4,79 millones de euros.
El ascensor, fabricado por ThyssenKrupp Elevadores, es un elevador inclinado con sistema de tracción eléctrica con contrapesos de acero galvanizado. La cabina, con una capacidad para 25 personas, tiene un acabado de acero inoxidable satinado y luna de cristal de seguridad; a su vez, dispone de un sistema de telefonía bidireccional, sistemas de emergencia, indicador de posición visual y acústica para personas de movilidad reducida y está dotada de climatización por aire acondicionado.

## Características del servicio
El horario de funcionamiento se trata del mismo que el metro de Sevilla y es un transporte gratuito.
| HORARIO HABITUAL METRO         | HORARIO HABITUAL METRO | HORARIO HABITUAL METRO |
| Días de la semana              | Apertura               | Cierre                 |
| ------------------------------ | ---------------------- | ---------------------- |
| De lunes a jueves              | 6:30 h*                | 23:00 h*               |
| Viernes y vísperas de festivos | 6:30 h*                | 2:00 h*                |
| Sábados                        | 7:30 h*                | 2:00 h*                |
| Domingos y festivos            | 7:30 h*                | 23:00 h*               |
| *Aplicables desde el año 2009. |                        |                        |

## Accesos
- Barriada del Monumento Plaza Doctor Muñoz Cariñanos .
- Barrio Bajo Carretera San Juan-La Pañoleta , frente la estación de metro

## Características técnicas
| tiempo de recorrido | 5 min        |
| longitud            | 120 m        |
| desnivel            | 35 m         |
| capacidad tren      | 25 pasajeros |
| accesible PMR       | sí           |